# German Darts Championship
Het German Darts Championship, het Duits open dartskampioenschap, is een dartstoernooi dat tussen 2007 en 2009 een van de belangrijkere PDC-dartstoernooien van het jaar was. Het toernooi wordt sinds 2007 gehouden en vond toentertijd plaats in november, als laatste graadmeting voor het World Darts Championship in december en januari. Vanaf 2011 werd de GDC gespeeld in februari. Deze wijziging was gepland omdat het toernooi dan ook rechtstreeks op de Duitse tv uitgezonden kon worden. De vierde editie verhuisde naar 2011 maar werd als twee aparte toernooien gehouden. Sinds 2012 is de German Darts Championship weer terug, maar nu als onderdeel van de PDC European Tour.

## Winnaars German Darts Championship
| Jaar | Winnaar                                      | Runner-up                                    | Score                                        | Prijzengeld                                  | Winnaar                                      | Runner-up                                    |
| ---- | -------------------------------------------- | -------------------------------------------- | -------------------------------------------- | -------------------------------------------- | -------------------------------------------- | -------------------------------------------- |
| 2007 | Phil Taylor                                  | Denis Ovens                                  | 4–1 (sets)                                   | € 100.200                                    | € 25.000                                     | € 12.000                                     |
| 2008 | Co Stompé                                    | Phil Taylor                                  | 4–2 (sets)                                   | € 100.200                                    | € 25.000                                     | € 12.000                                     |
| 2009 | Phil Taylor                                  | Mervyn King                                  | 11–4 (legs)                                  | € 100.200                                    | € 25.000                                     | € 12.000                                     |
| 2012 | Phil Taylor                                  | Dave Chisnall                                | 6–2 (legs)                                   | £ 82.100                                     | £ 15.000                                     | £ 7.500                                      |
| 2013 | Dave Chisnall                                | Peter Wright                                 | 6–2 (legs)                                   | £ 100.000                                    | £ 20.000                                     | £ 10.000                                     |
| 2014 | Gary Anderson                                | Justin Pipe                                  | 6–5 (legs)                                   | £ 100.000                                    | £ 20.000                                     | £ 8.000                                      |
| 2015 | Michael van Gerwen                           | Gary Anderson                                | 6–2 (legs)                                   | £ 115.000                                    | £ 25.000                                     | £ 10.000                                     |
| 2016 | Alan Norris                                  | Jelle Klaasen                                | 6–5 (legs)                                   | £ 115.000                                    | £ 25.000                                     | £ 10.000                                     |
| 2017 | Peter Wright                                 | Michael van Gerwen                           | 6–3 (legs)                                   | £ 135.000                                    | £ 25.000                                     | £ 10.000                                     |
| 2018 | Michael van Gerwen                           | James Wilson                                 | 8–6 (legs)                                   | £ 135.000                                    | £ 25.000                                     | £ 10.000                                     |
| 2019 | Daryl Gurney                                 | Ricky Evans                                  | 8–6 (legs)                                   | £ 140.000                                    | £ 25.000                                     | £ 10.000                                     |
| 2020 | Devon Petersen                               | Jonny Clayton                                | 8–3 (legs)                                   | £ 140.000                                    | £ 25.000                                     | £ 10.000                                     |
| 2021 | Werd niet gehouden vanwege de coronapandemie | Werd niet gehouden vanwege de coronapandemie | Werd niet gehouden vanwege de coronapandemie | Werd niet gehouden vanwege de coronapandemie | Werd niet gehouden vanwege de coronapandemie | Werd niet gehouden vanwege de coronapandemie |
| 2022 | Michael van Gerwen                           | Rob Cross                                    | 8–5 (legs)                                   | £ 140.000                                    | £ 25.000                                     | £ 10.000                                     |
| 2023 | Ricardo Pietreczko                           | Peter Wright                                 | 8–4 (legs)                                   | £ 175.000                                    | £ 30.000                                     | £ 12.000                                     |
| 2024 | Peter Wright                                 | Luke Littler                                 | 8–5 (legs)                                   | £ 175.000                                    | £ 30.000                                     | £ 12.000                                     |

2015 · 2016 · 2017 · 2018 · 2019 · 2020 · 2021 · 2022 · 2023 · 2024